# 이숙 (불교)
이숙(異熟: 다르게 익음)은 선인낙과(善因樂果) 악인고과(惡因苦果)의 불교의 인과사상 또는 교의를 말한다. 다르게 익는다는 것은 선(善)이 쌓여서 그 결과 무기의 낙(樂)으로 성숙(成熟) 또는 변환되고, 불선 즉 악(惡)이 쌓여서 그 결과 무기의 고(苦)로 성숙 또는 변환되는 것을 말한다. (선이 고가 되고 악이 낙이 된다는 의미는 없다.)
이숙(異熟)이라는 과정을  통해 형성된 과보를 이숙과(異熟果) 또는 이숙생(異熟生)이라고 하는데, 이 두 낱말은 동의어로 사용되는 경우도 있고 그렇지 않은 경우도 있다. 특히, 이숙과는 전생의 선악업의 총체적인 결과물로서 현생에서 태어날 때 받은 몸과 마음을 가리킨다.
이숙(異熟)의 성질 즉 다르게 익음의 성질을 이숙성(異熟性)이라 하는데, 어떤 존재 또는 개체가 다름게 익음의 성질을 지니면 그 존재 또는 개체가 이숙성을 지닌다고 말한다. 대승불교 유식유가행파의 교의에 따르면 특히 제8아뢰야식이 이숙성을 지닌다. 이는 달리 말하면, 유식유가행파의 교의에 따를 때, 제8아뢰야식이 선인낙과 악인고과의 불교의 인과사상의 근본을 이루는 존재 또는 개체라는 것을 뜻한다.

## 이숙
이숙(異熟, 산스크리트어: vipāka)의 한자어 문자 그대로의 뜻은 다름게 익음으로 다음을 뜻한다. 음역하여 비파가(毘播伽)라고도 한다. 모니어 윌리엄스의 《산스크리트어-영어 사전》에 따르면, 비파카(vipāka)는 익은 · 숙성한(ripe), 성숙된(mature), 요리(cooking), 드레싱(dressing), 익힘 · 숙성시킴(ripening), (특히 행위의 결과를) 성숙시킴(maturing, esp. of the fruit of actions), 결과(effect, result)의 뜻이다.
보다 구체적으로는 다음의 세 가지 뜻이 있다.
1. 원인과 다른 성질로 성숙됨을 뜻한다. 뿌린 원인, 즉 업은 그 성질이 선 또는 악(불선)이었는데, 윤회하여 이 세상에 다시 태어날 때 타고나는 과보는 선업에 대해서는 낙(樂)을, 악업(불선업)에 대해서는 고(苦)를 타고난다는 것을 말한다. 낙(樂)과 고(苦)는 그 자체로는 선도 악(불선)도 아닌 무기(無記)이므로 선 또는 불선의 성질이 다른 성질인 무기로 성숙되어 나타났다는 뜻에서 이숙(異熟: 다름게 익음)이라고 한다. 간단히 말하면, 이숙(異熟: 다름게 익음)은 선인낙과(善因樂果: 선한 원인은 즐거운 결과를 낳음) · 악인고과(惡因苦果: 악한 원인은 괴로운 결과를 낳음)의 불교의 인과사상 또는 교의를 말한다. 이와 같이, 이숙, 즉  선업과 악업이 각각 낙(樂)과 고(苦)로 성숙되어 나타나는 것을 업이숙(業異熟)이라고도 한다.
2. 과보(果報)를 뜻한다.
3. 아뢰야식(阿賴耶識)의 다른 이름이다.

## 이숙과
이숙과(異熟果, 산스크리트어: vipāka-phala, resultant fruit, ripened results)는 이숙과(異熟果) · 등류과(等流果) · 이계과(離繫果) · 사용과(士用果) · 증상과(增上果)의 5과(五果)의 하나로, 이숙인(異熟因)에 따른 과보이다. 이숙인에 따라 생겨난 것이라는 뜻에서 이숙생(異熟生)이라고도 하며, 이 경우 이숙생은 이숙과와 동의어이다.
《구사론》의 설일체유부의 교학에 따르면, 이숙과는 전생(前生)의 선업(善業)과 악업(惡業)의 결과로서 현생(現生)에서 받는, 즉, 태어날 때 타고나는 과보로서, 18계 중 5색근(五色根), 색(色) · 향(香) · 미(味) · 촉(觸)의 4경(四境), 7심계(七心界)와 법계(法界)가 이숙과이다. 이숙과는 전생의 선업과 악업의 총 결과로서 현생에서 타고나는 선천적인 것이라고 할 수 있다.  현생에서 타고난 5색근, 4경, 7심계, 법계는 모두 그 자체로는 선업과 악업 모두의 원인에 따른 결과이므로 선도 악도 아닌 무기(無記)이다. 즉, 선업의 결과인 선과(善果)라고도 결정적으로 말할 수도 없고 악업의 결과인 악과(惡果)라고도 결정적으로 말할 수도 없기 때문에 이숙(異熟: 다르게 익음)이라고 한다.

## 이숙생

### 이숙과와 동의어로서의 이숙생
이숙생(異熟生)은 이숙인(異熟因)으로 인해 그 결과로 생겨난 것을 말한다. 이 경우 이숙생은 이숙과(異熟果)와 동의어이다.

### 별보로서의 이숙생
이숙생(異熟生)은 이숙(異熟) 즉 제8아뢰야식으로부터 생겨난 것을 말한다. 유식학에 따르면 제8아뢰야식은 선악업의 총 결과로서의 이숙과, 즉 이숙인(異熟因)의 총체로부터 생겨난 총체적 결과 또는 과보 즉 총보(總報)인데, 특별히 제8아뢰야식이라는 총보로서의 이숙과를 이숙(異熟) 또는 진이숙(眞異熟) 즉 진정한 이숙 또는 참다운 이숙이라 하고, 제8아뢰야식으로부터 생겨난 제6의식의 이숙과, 즉 부귀와 가난, 현명함과 어리석음, 잘생기고 못생김 등의 별보(別報)로서의 과보를 이숙생이라 한다. 즉 이숙생은 제6의식의 갖가지 고락(苦樂) 즉 각종의 피하고 싶은 것과 가지고 싶은 것들을 말한다.
한편, 제7말나식은 전의(轉依)를 획득하기 이전까지는 언제나 4번뇌와 상응하는 유부무기이고 전의(轉依)를 획득한 상태에서는 언제나 선이므로  이숙성을 가지지 않으며 따라서 제8아뢰야식의 이숙의 종자 즉 이숙습기(異熟習氣)로부터 생겨난 식이 아니다. 따라서 이숙과가 아니며  따라서 이숙생이라고 부를 수 없다. 제7말나식은 제8아뢰야식의 등류의 종자 즉 등류습기(等流習氣)로부터 생겨난 등류과이다.
결론적으로, 이숙과는 제8아뢰야식의 진이숙과 제6의식의 이숙생을 통칭하는 말이다.

## 이숙성
이숙성(異熟性)은 이숙(異熟)의 성질 즉 다르게 익음의 성질로, 선이나 불선이 무기의 고와 낙으로 성숙(成熟)되는 성질이다.
유식유가행파의 교학에 따르면 아뢰야식이 이숙성을 가진다.
선(善)이나 염오(染污)에는 이러한 다르게 익음의 성질이 있을 수 없기 때문에, 즉 좋은 과보를 초래할 선이 시간이 지나서 그것의 본질 자체가 무기가 된다거나, 성도(聖道)를 장애하는 번뇌가 시간이 지나서 그것의 본질 자체가 성도(聖道)를 장애하지 않는 무기가 된다거나 하는 일은 있을 수 없기 때문에, 선심소(善心所) · 번뇌심소(煩惱心所) · 수번뇌심소(隨煩惱心所)는 이숙성이 아니다.
마찬가지로 제7말나식은 전의(轉依)를 획득하기 이전까지는 언제나 4번뇌와 상응하는 유부무기이므로 이숙성이 아니다.
이에 비해 제6의식은 선업과 악업의 결과로서, 그 자체로는 무기의 성질인, 고와 낙을 감수하는 것이므로 이숙성이다. 그런데, 이 경우는 종자가 다르게 익는 것이라기 보다는 '다르게 익음'의 과정의 결과물로서의 고와 낙을 감수하는 것 즉 '이숙생(異熟生)'일 뿐이므로 진정한 이숙의 과정 즉 '다르게 익음'의 과정은 없는 것이라고 할 수 있다. 이런 의미에서 유식학에서는 제8아뢰야식만이 진정한 이숙성이라고 말하며, 이런 측면에서 제8아뢰야식을 단순히 '이숙(異熟)'이라고 하거나 특별히 '진이숙(眞異熟)'이라고 한다.

## 참고 문헌
- 세친 지음, 현장 한역, 권오민 번역 (K.955, T.1558). 《아비달마구사론》. 한글대장경 검색시스템 - 전자불전연구소 / 동국역경원. K.955(27-453), T.1558(29-1). |title=에 외부 링크가 있음 (도움말)
- 운허.  동국역경원 편집, 편집. 《불교 사전》. |title=에 외부 링크가 있음 (도움말)
- 호법 등 지음, 현장 한역, 김묘주 번역 (K.614, T.1585). 《성유식론》. 한글대장경 검색시스템 - 전자불전연구소 / 동국역경원. K.614(17-510), T.1585(31-1). |title=에 외부 링크가 있음 (도움말)
- (영어) Sanskrit and Tamil Dictionaries. 《Cologne Digital Sanskrit Dictionaries》. Institute of Indology and Tamil Studies, Cologne University (www.sanskrit-lexicon.uni-koeln.de). |title=, |출판사=에 외부 링크가 있음 (도움말)
- (중국어) 佛門網. 《佛學辭典(불학사전)》. |title=에 외부 링크가 있음 (도움말)
- (중국어) 세친 조, 현장 한역 (T.1558). 《아비달마구사론(阿毘達磨俱舍論)》. 대정신수대장경. T29, No. 1558, CBETA. |title=에 외부 링크가 있음 (도움말)
- (중국어) 호법 등 지음, 현장 한역 (T.1585). 《성유식론(成唯識論)》. 대정신수대장경. T31, No. 1585, CBETA. |title=에 외부 링크가 있음 (도움말)